# Галимеда (спутник)

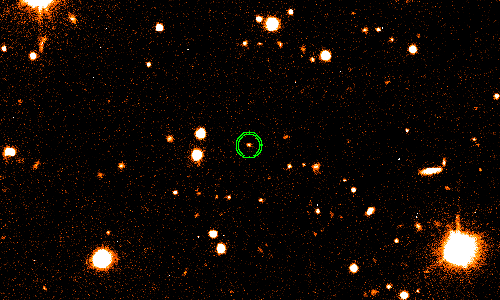

Галимеда (др.-греч. Ἁλιμήδη) — нерегулярный спутник планеты Нептун с обратным орбитальным обращением.
Названа по имени одной из нереид из греческой мифологии.
Также обозначается как Нептун IX.

## История открытия
Галимеда была открыта Мэтью Холманом, Джоном Кавеларсом, Томми Гравом, Уэсли Фрейзером, Дэном Милисавлевичем по снимкам, сделанным в августе 2002 года с помощью 4-м телескопа «Бланко» обсерватории Серро-Тололо.
Спутник получил временное обозначение S/2002 N 1.
Собственное название было присвоено 3 февраля 2007 года.

## Характеристики
Поверхность Галимеды имеет нейтральный серый цвет.
Близкое сходство по цвету с Нереидой и высокая вероятность их столкновения за период существования Солнечной системы (оценивается в 41 %) позволяет сделать предположение, что Галимеда является фрагментом Нереиды.